# 古埃努
古埃努（法語：Gouesnou，法語發音：[ɡwenu]）是法国菲尼斯泰尔省的一个市镇，位于该省西北部，属于布雷斯特区和布雷斯特都会区，其市镇面积为12.08平方公里，2022年1月1日时人口数量为6,412人。
古埃努是布雷斯特都会区的组成部分，也是布雷斯特北部的一个近郊卫星城，境内有大型卖场。

## 地名
该地名“Gouesnou”发音为[ɡwenu]，字母“s”不发音，《世界地名翻译大辞典》与《世界地名译名词典》将其误译作“古埃斯努”。

## 行政
古埃努的邮政编码为29850，INSEE市镇编码为29061。

## 地理

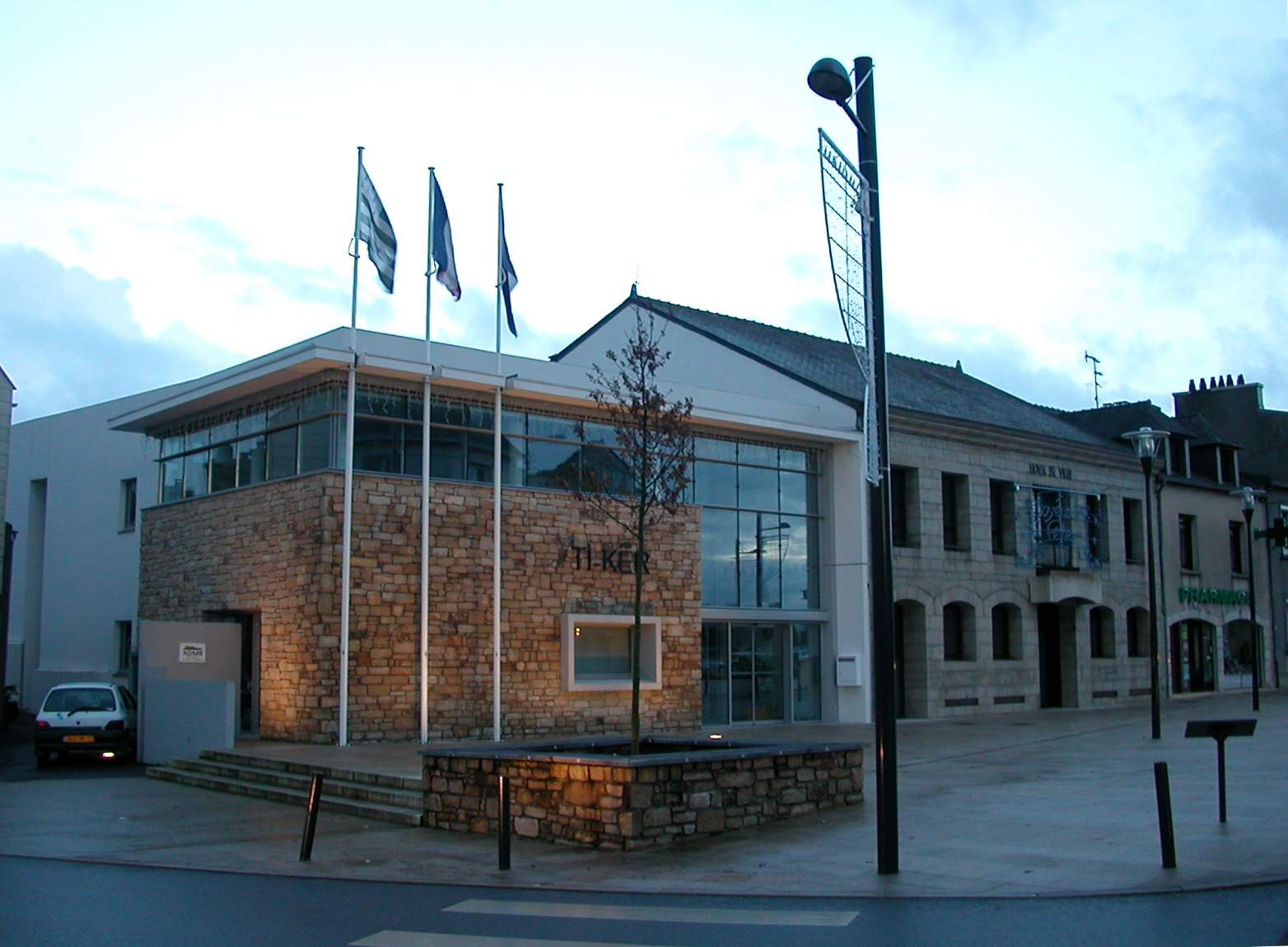
古埃努市政府

古埃努（48°27'13"N, 4°27'52"W）位于法国西北部，布列塔尼大区西北部和菲尼斯泰尔省西北部。
与古埃努接壤的市镇包括：普拉贝内克、布朗堡、布雷斯特、吉帕瓦。
古埃努位于阿摩里卡丘陵西北部。境内以平原和浅丘为主，镇中心地势平坦。
按照柯本气候分类法，古埃努属于温带海洋性气候，全年温差较小，降水分布均匀。

## 历史
古埃努历史上长期为一普通村落，中世纪出现教堂，法国大革命后成为一个市镇。20世纪中期以后，随着布雷斯特的城市扩张，古埃努人口数量逐年增加

## 交通
法国国道N12线和菲尼斯泰尔省省道D13线、D52线、D67线和D788线经过古埃努境内。布雷斯特有轨电车A线的“古埃努门”站位于古埃努境内，此外还有多条公交线路经过古埃努境内。

## 政治
现任古埃努市长为斯特凡纳·鲁多先生（Stéphane Roudaut），他是共和党的一名成员。

## 人口
| 年份   | 1936  | 1946  | 1954  | 1962  | 1968  | 1975  | 1982  | 1990  | 1999  | 2006  | 2011  | 2016  | 2018  |
| ------ | ----- | ----- | ----- | ----- | ----- | ----- | ----- | ----- | ----- | ----- | ----- | ----- | ----- |
| 人口數 | 1,316 | 1,528 | 1,829 | 2,141 | 2,543 | 3,040 | 4,061 | 5,417 | 6,042 | 6,137 | 6,024 | 6,092 | 6,166 |

## 社会

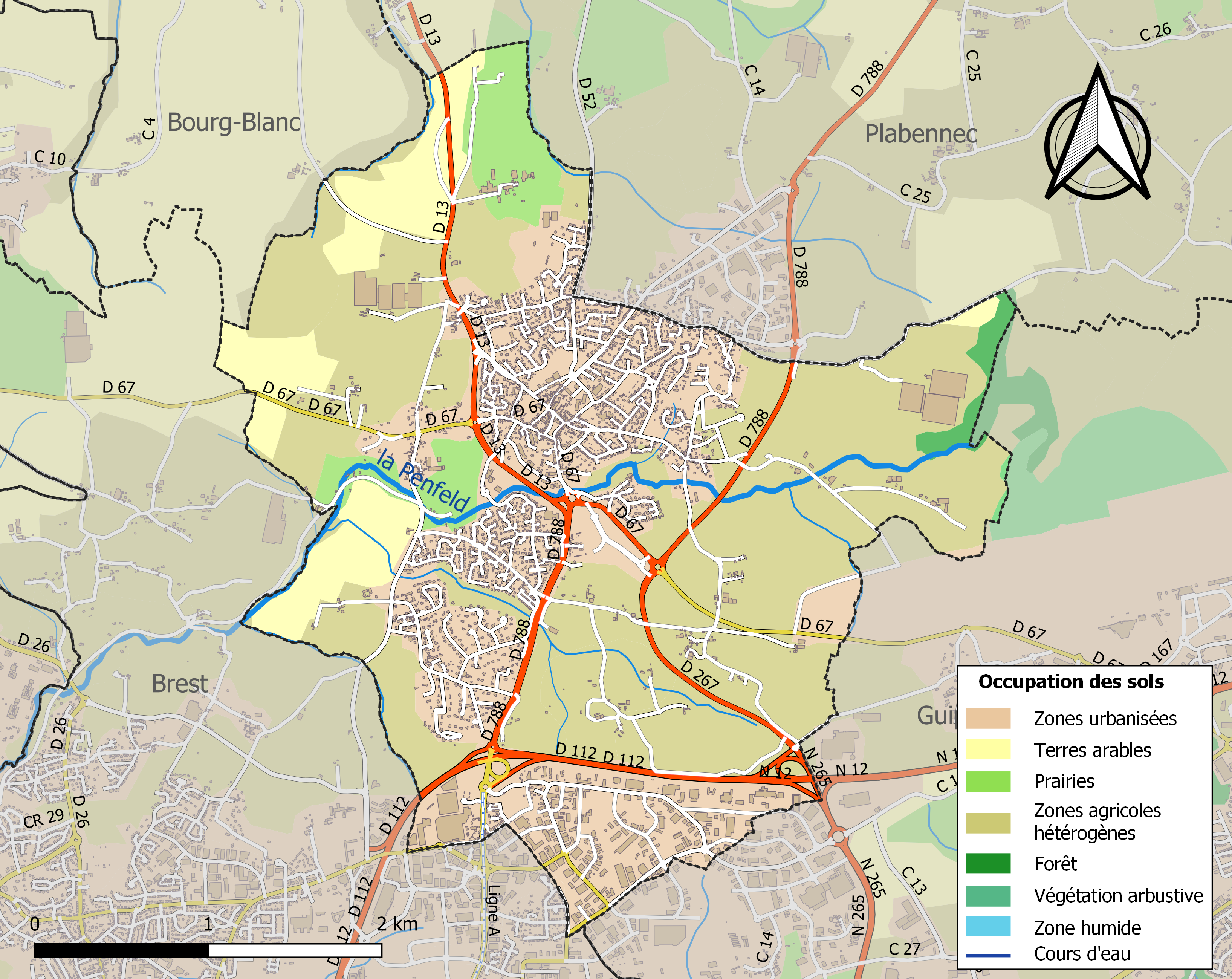
古埃努土地利用情况地图

古埃努体足球俱乐部（Gouesnou F.C.）是当地的一支足球队，2021至2022赛季参加地方性的足球联赛。

## 景观
古埃努因其市镇中心的古埃努教堂而闻名，也是法国国家文物保护单位。

## 友好城市
- 法國 赖什泰特
- 布雷肯
- 博索法拉